# ژیل کوستولیه
ژیل کوستولیه (انگلیسی: Gilles Coustellier؛ زادهٔ ۳۱ مهٔ ۱۹۸۶) دوچرخه‌سوار اهل فرانسه است.
وی در مسابقات کشوری و بین‌المللی در مجموع برندهٔ ۸ مدال طلا، ۸ مدال نقره، ۱ مدال برنز شده‌است.